# Васа (династия)
Династията Васа (Wasa-Dynastie, на шведски: Vasa, Vasaätten; на полски: Wazowie) е шведска кралска фамилия, крале на Швеция от 1523 до 1654 г. и крале на Полша от 1587 до 1668 г.

## Историческа справка

### Густав I Ериксон
Основател на шведската династия Васа е Густав I Ериксон (1523 – 1560), наречен Васа. Той произхожда от старата фамилия Васа обособена в средата на 14-ти век. В началото на 16-ти век той застава начело на националната борба на шведите срещу датското господство. Избран е за крал от Риксдага на 7 юни 1523 г. Една от първите му стъпки е налагането на лутеранството като основно вероизповедание в страната. Това му позволява да отнеме имотите на католическата църква и да използва приходите от тях в борбата си срещу Дания. Води централизаторска политика, организира силна армия и покровителства икономическото развитие на кралството. По негово време Швеция придобива значително влияние в Северна Европа. Стреми се да утвърди своята династия и налага на Риксдага да признае за негови наследници тримата му синове.
Густав I Ериксон се жени три пъти. Първата му съпруга (1531) е Катерина (1513 – 1535), дъщеря на херцог Магнус I фон Саксен-Лауенбург, която му ражда син: Ерик XIV (1533 – 1577). След смъртта (1535) на първата си съпруга през 1536 г. се жени за Маргарита (1516 – 1551), която ражда десет деца, две от които умират твърде рано:
- Юхан III (1537 – 1592)
- Екатерина (1539 – 1610), омъжена (1559) Едвард II (1532 – 1599), граф на Източна Фрисландия
- Сесилия (Цецилия) (1540 – 1627), омъжена (1564) за Кристоф II фон Баден-Родемахерн (1537 – 1575)
- Магнус (1542 – 1595), неженен
- Анна-Мария (1545 – 1610), омъжена (1562) за Георг-Йохан I, граф на Валдек
- София (1547 – 1611), омъжена (1568) за Магнус II фон Саксен-Лауенбург
- Елизабет (1549 – 1597), омъжена (1581) за Кристоф фон Мекленбург
- Карл IX (1550 – 1611)

През 1552 г. Густав I Ериксон, след смъртта на втората си съпруга се жени за трети път за Катерина (1535 – 1621), дъщеря на Густав Олафсон Стенбок, от която няма деца.

### Ерик XIV, Юхан III, Сигизмунд I (Зигмунд III)
След смъртта на Густав I цялата власт завзема първородният му син Ерик XIV (1560 – 1568). Той започва мащабна завоевателна политика, която го въвлича във война с Дания, Полша и германските градове от Ханзата. Психически неуравновесен, кралят се жени за своята метреса, селянката Карин Мансдьотер (1550 – 1612), хвърля в затвора брат си Юхан и прибягва до убийства и терор. Свален е от престола от привърженици на своя брат и е убит в тъмница (1577).
Короната получава по малкият му брат Юхан III (1568 – 1592). Новият крал установява мир със съседните страни и утвърждава властта си над Естония. Води политика на сближаване с Рим и се стреми да унищожи протестантското влияние в Швеция. Първоначално се жени за Катерина (1526 – 1583), дъщеря на полския крал Зигмунд I Стари, която ражда две дъщери: Изабела (1564 – 1566) и Ана (1568 – 1625) и престолонаследникът Сигизмунд I (1566 – 1632), а от втората си съпруга Гонила (1560 – 1597), дъщеря на Йохан Бжег има един син Юхан (1589 – 1618).
След смъртта на своя вуйчо Зигмунд II Август Сигизмунд I е провъзгласен за крал на Полша 1587 – 1632) под името Зигмунд III. Той се стреми да наложи своята власт и над Швеция след като баща му умира. Провъзгласен е и за шведски крал (1592 – 1599), но поверява управлението на чичо си Карл като регент. Стреми се да укрепи влиянието си в Швеция, като прибягва дори до военна интервенция, но през 1599 г. е лишен от шведската корона. Съсредоточава цялата си енергия върху вътрешните дела на Полша. Ликвидира опитите за въвеждане на Реформацията в своето кралство и сключва Брестката уния (1596), присъединила Украинската църква към Рим. Опитва се да наложи сина си Владислав на руския престол, а по-късно подкрепя претендента Лъже-Дмитрий I. Последните години на управлението му са помрачени от неуспешна война с Швеция.
Сигизмунд I (Зигмунд III) сключва първи брак с Анна, дъщеря на щирийския херцог Карл II, а след нейната смърт – със сестра ѝ Констанца (1588 – 1631). От първата си съпруга има пет деца, от които оцелява само престолонаследникът Владислав IV, а от втората – седем деца, две от които умират като бебета:
- Ян II Кажимеж (1609 – 1672)
- Ян Олбрахт (1612 – 1634), епископ (1632 – 1633), кардинал (от 1633) на Краков
- Карол Фердинанд (1613 – 1655), епископ на Вроцлав (от 1625) и на Плоцк (от 1645)
- Александър Карол (1614 – 1634), неженен
- Анна-Катаржина-Констанца (1619 – 1651), омъжена за пфалцкия курфюрст Филип-Вилхелм фон Вителсбах.[2]

### Владислав IV, Ян II Кажимеж
Зигмунд III е наследен на полския престол от първородния си син Владислав IV (1632 – 1648). По негово време Полша е принудена да изостави завоевателните си амбиции спрямо Русия. Кралят няма наследници от двете си съпруги Цецилия-Рената (1611 – 1644), дъщеря на германския император Фердинанд II и Луиза-Мария (1611 – 1667), дъщеря на херцога на Мантуа Карло I Гонзага. Липсата на престолонаследник връща брат му Ян Кажимеж, към светския живот. След смъртта на Владислав IV той се жени за неговата вдовица Луиза-Мария, от която име две деца, починали като бебета. Коронован е за полски крал под името Ян II Кажимеж (1648 – 1668). Още в самото начало новият владетел е изправен пред бунтове и търпи тежки поражения от войските на Русия и Швеция. Принуден да бяга, той си възвръща властта, но трябва да се откаже от суверенитета над Прусия и да признае автономията на Украйна. През 1668 г. се отказва от полската корона и завършва дните си във Франция през 1672 г.

### Карл IX, Густав II Адолф, Кристина I
Третият син на Густав I Васа, Карл IX (1599 – 1611), успява да се наложжи на шведския престол след дълга борба с племенника си, полския крал Зигмунд III. Привържженик на Реформацията, той утвърждава протестанството като официално вероизповедание в своето кралство. Негова първа съпруга е Анна-Мария (1561 – 1589), дъщеря на пфалцграф Лудвиг VI фон Вителсбах. Следващият му брак е с Кристина (1573 – 1625), дъщеря на херцог Адолф I фон Холщайн-Готорп. Дъщеря му Катерина (1584 – 1638) е омъжена за Йохан-Казимир, принц на Цвайбрюкен и става майка на бъдещия шведски крал Карл X Густав, но вече като представител на динаастията Вителсбахи. Малкият му син Карл-Филип (1601 – 1622) става херцог и сключва морганатичен брак с Елизабет Рибинг през 1620 г.
Карл IX е наследен от големия си син Густав II Адолф (1611 – 1632). Той става един от забележителните европейски монарси на 17-ти век, след като реформира армиата и превръща Швеция в европейска сила. По време на Тридесетгодишната война, осигурил си подкрепата на Франция, той нахлува в германските земи в помощ на протестантите. След поредица от блестящи победи кралят загива в битката при Лютцен, Саксония (1632). Наследен е от единствената си дъщеря Кристина I (1626 – 1689), родена от брака му с Мария-Елеонора (1599 – 1655), дъщеря на бранденбургския курфюрст Йохан-Сигизмунд фон Хоенцолерн. Екстравагантна, покровителка на науката и изкуството, тя не се омъжва и оставя властта на своите фаворити. Абдикира през 1654 г. и напуска Швеция. Посещава редица европейски страни, приели католицизма и завършва живота си в Рим през 1689 г.

## Владетели на Швеция и Полша

### Крале на Швеция
- 1523 – 1560: Густав I Ериксон (12.5.1496 – 29.9.1560)
- 1560 – 1568: Ерик XIV (13.12.1533 – 26.2.1577), син на предходния
- 1568 – 1592: Юхан III (21.12.1537 – 27.11.1592), 2-ри син на Густав I Ериксон
- 1592 – 1599: Сигизмунд I, (20.6.1566 – 30.4.1632), крал на Полша Зигмунд III (1587 – 1632), син на предходния[2]
- 1599 – 1611: Карл IX (4.10.1550 – 30.10.1611), 4-ти син на Густав I Ериксон
- 1611 – 1632: Густав II Адолф 19.12.1594 – 16.11.1632), син на предходния
- 1632 – 1654: Кристина I (18.12.1626 – 19.4.1689), дъщеря на предходния[3]

### Крале на Полша
- 1587 – 1632: Зигмунд III (20.6.1566 – 30.4.1632), крал на Швеция Сигизмунд I (1592 – 1599), син на Юхан III, крал на Швеция
- 1632 – 1648: Владислав IV (9.6.1595 – 20.5.1648), син на предходния
- 1648 – 1668: Ян II Кажимеж (22.5.1609 – 16.12.1672), син на Зигмунд III[2]